# Insingen
Insingen este o comună aflată în districtul Ansbach, landul Bavaria, Germania.